# Incidente del río Núñez

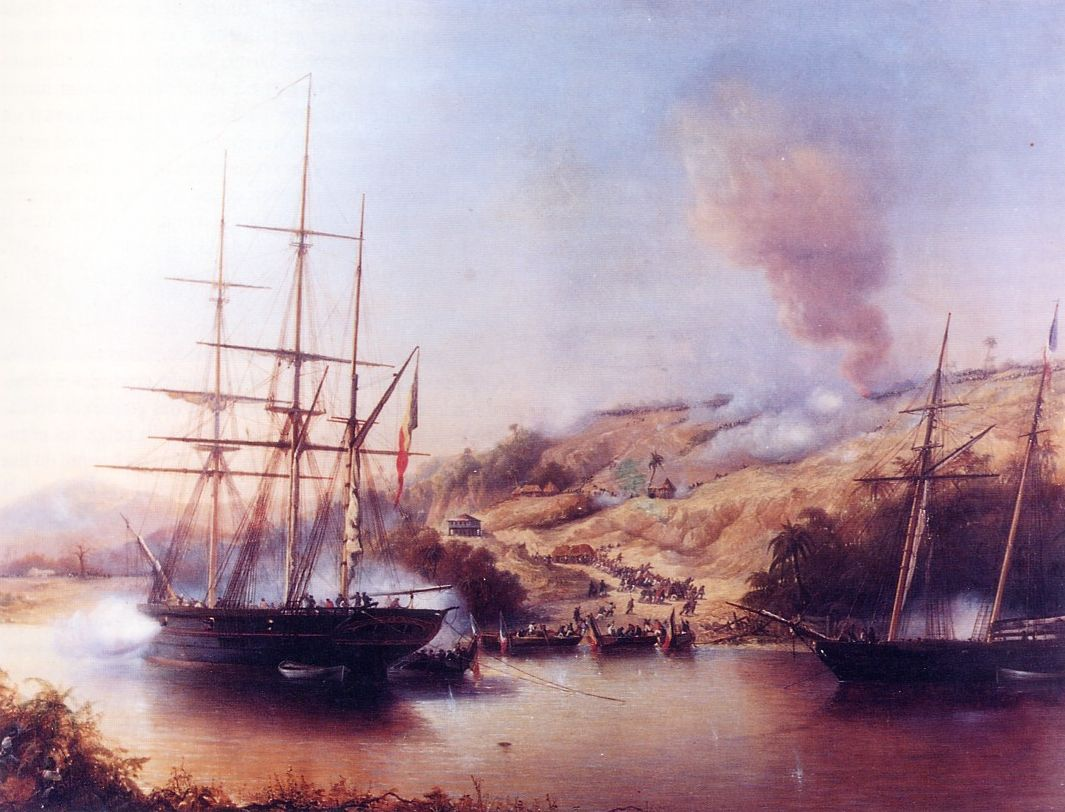
Navíos de guerra belgas y franceses durante el incidente del Río Nuñez por Paul Jean Clays.

El incidente del Río Núñez o el caso del Río Núñez, fue un incidente internacional que ocurrió en el río Núñez cerca de Boké , en la actual Guinea, en 1849. El incidente ocurrió cuando barcos de una fuerza naval conjunta belga y francesa dispararon contra dos barcos comerciantes británicos de la región.
Durante las décadas de 1840 y 1850, África Occidental fue el lugar de una creciente rivalidad colonial entre las potencias europeas. La región de Nuñez se encontraba entre la colonia francesa de Senegal, la Gambia británica y Sierra Leona. Los comerciantes franceses se vieron cada vez más desafiados por las expediciones comerciales de Gran Bretaña, Bélgica y los Estados Unidos.
El comandante regional francés, Édouard Bouët-Willaumez , esperaba que la región de Nuñez pudiera anexarse formalmente como un protectorado del imperio colonial francés. El ataque, lejos de garantizar la región para Francia, fue en contra de los planes de Bouet-Willaumez. Tanto Francia como Bélgica encabezaron un encubrimiento. Los intentos del primer ministro británico, vizconde Palmerston, de obligar a Francia a pagar una indemnización por el incidente resultaron infructuosos y el caso duró cuatro años.
El incidente fue parte del "Preludio para compartir África " y, como esperaba Bouët-Willaumez, condujo a un mayor control francés sobre Nuñez. En 1866, las fuerzas francesas ocuparon Boké. El caso fue, por tanto, uno de los primeros indicios de la futura hegemonía francesa en África Occidental, en lo que se convertiría en África Occidental Francesa.